# Zdeněk Parma
Zdeněk Parma (30. března 1925, Frenštát pod Radhoštěm – 15. června 2006) byl československý lyžař. Po skončení aktivní kariéry působil jako trenér.

## Lyžařská kariéra
Na V. ZOH ve Svatém Mořici 1948 reprezentoval Československo v alpském lyžování. Závod ve slalomu nedokončil. Byl členem československé reprezentace v letech 1947-1953. V roce 1952 se stal mistrem Československa v obřím slalomu.